# Brukterer

Das römische Gallien und rechtsrheinische Germanien um das Jahr 70 n. Chr.

Die Brukterer (lateinisch Bructeri, altgriechisch οἱ Βρούκτεροι) waren ein germanischer Stamm, der im 1. Jahrhundert n. Chr. ursprünglich zwischen mittlerer Ems und oberer Lippe siedelte. Die Brukterer waren in der Spätantike am Ethnogeneseprozess der Franken beteiligt und wurden Teil des neuen Stammesverbands, wenngleich sie in den Quellen noch einige Zeit namentlich genannt werden.

## Geschichte
In den antiken geographischen Werken wird zwischen den „kleineren“ und „größeren“ Brukterern unterschieden. Dies ist wohl auf das recht ausgedehnte Siedlungsgebiet des Stammes zurückzuführen. Die Brukterer werden in römischen Quellen ansonsten vor allem im Zusammenhang mit militärischen Auseinandersetzungen erwähnt. Sie wurden im Jahre 12 v. Chr. von Drusus besiegt (siehe Drusus-Feldzüge) und gehörten zu den germanischen Stämmen, die im Jahre 9 n. Chr. an der Varusschlacht beteiligt waren, wobei sie die Feldzeichen der 19. Legion erbeuteten. Es kam immer wieder zu Kämpfen der Brukterer mit den Römern, wobei letztere weitgehend die Oberhand behielten. So wurden die Brukterer im Zuge des immensum bellum, eines Aufstandes in den Jahren 1 bis 5 n. Chr., von Tiberius erneut unterworfen (Herbst 4 n. Chr.). Germanicus verheerte im Jahr 15 n. Chr. das Gebiet der Brukterer großflächig (Germanicus-Feldzüge), wobei der erbeutete Legionsadler wieder in römische Hände fiel. Der Widerstandswille des Stammes wurde jedoch offenbar nicht gebrochen. In der Forschung werden die Brukterer zu den gefährlichsten germanischen Feinden Roms gezählt.
Die bekannteste Persönlichkeit aus dem Stamm der Brukterer war die geachtete Seherin Veleda, die anscheinend auch über politischen Einfluss im Stamm verfügte. In den Jahren 69/70 nahmen die Brukterer am Bataveraufstand unter Civilis teil. Ende des 1. Jahrhunderts (vor dem Jahr 98) wurden sie von den Angrivariern und Chamavern vernichtend geschlagen und angeblich fast vollständig ausgelöscht, was aber möglicherweise eine übertriebene Darstellung beim römischen Geschichtsschreiber Tacitus in seinem Werk Germania ist. Die Brukterer flüchteten jedenfalls in das Gebiet der mit ihnen verbündeten Tenkterer und ließen sich südlich der Lippe nieder. 
Im 3. Jahrhundert breiteten sich die Brukterer offenbar rechtsrheinisch aus und traten im frühen 4. Jahrhundert wieder ins Blickfeld der Römer. Als Konstantin der Große im Jahr 306 von seinen Truppen in Britannien zum Kaiser ausgerufen wurde, nutzten germanische Stämme seine Abwesenheit im Rheingebiet aus und überfielen römisches Gebiet. Daran waren auch die Brukterer beteiligt, die nun von den Römern zum neuen Stammesverband der Franken gezählt wurden. Noch im Sommer/Herbst 306 folgte die römische Gegenoffensive, wobei Konstantin mit seinen Truppen in die jeweiligen rechtsrheinischen Stammesgebiete einfiel. In diesem Zusammenhang wurden zwei fränkische Kleinkönige namens Ascaricus und Merogaisus gefangen genommen und brutal hingerichtet. Eventuell handelt es sich bei diesen Kleinkönigen um Anführer der Brukterer.
Ein großer Teil der weiteren im 4. Jahrhundert überlieferten Frankeneinfälle ist von den Brukterern ausgegangen. Der spätantike Geschichtsschreiber Sulpicius Alexander, von dessen Werk nur Auszüge in den Historien des frühmittelalterlichen Bischofs und Geschichtsschreibers Gregor von Tours erhalten sind, berichtet von Angriffen verschiedener Kleinkönige (siehe Sunno, der möglicherweise ein Brukterer war). In diesem Zusammenhang zählte Gregor die Brukterer eindeutig zu den Franken. Die am Rhein siedelnden Brukterer wurden jedoch durch römische Offensiven unter Arbogast (im Jahr 392/93) und Stilicho (396) zu Bündnisabschlüssen mit Rom gezwungen. 451 nahmen wohl zumindest Teile der Brukterer am Gallienfeldzug des Hunnenkönigs Attila teil, anschließend verschwinden sie jedoch aus den Quellen. Ob sich die Erwähnung der Boructuari beim angelsächsischen Gelehrten Beda Venerabilis auf die Brukterer bezieht, die demnach Ende des 6. Jahrhunderts von den Sachsen unterworfen wurden, ist inzwischen umstritten.